# Nie zapomnisz nigdy (album Big Cyca)
Nie zapomnisz nigdy – album zespołu Big Cyc wydany w 1994 roku.

## Lista utworów
1. Nie zapomnisz nigdy – 3:54
2. To dla ciebie miły bracie – 3:29
3. Mejk lof not łor – 3:14
4. Wielka miłość do babci klozetowej – na żywca – 3:28
5. Jak słodko zostać świrem – na żywca – 3:38
6. Konjo rozmowa z Big Cycem – 4:40
7. Wspomnienia artylerzysty – 3:38
8. Kapitan Żbik – 2:45
9. Berlin Zachodni – 3:52
10. Nowe kombinacje – na żywca – 1:58
11. Nie wierzcie elektrykom – 3:08
12. Polacy – 3:00
13. Piosenka góralska – 2:13
14. Ballada o smutnym skinie – 6:57

## Lista utworów na kasecie[1]

### Najpierw (Strona A)
1. Nie zapomnisz nigdy – 3:54
2. To dla ciebie miły bracie – 3:29
3. Mejk low not łor – 3:14
4. Wielka miłość do babci klozetowej – na żywca – 3:28
5. Jak słodko zostać świrem – na żywca – 3:38
6. Konjo rozmowa z Big Cycem – 4:40
7. Wspomnienia artylerzysty – 3:38

### Później (Strona B)
1. Kapitan Żbik – 2:45
2. Berlin Zachodni – 3:52
3. Nowe kombinacje – na żywca – 1:58
4. Nie wierzcie elektrykom – 3:08
5. Polacy – 3:00
6. Piosenka góralska – 2:13
7. Ballada o smutnym skinie – 6:57

## Skład
- Dżej Dżej – Jacek Jędrzejak – gitara basowa, śpiew
- Piękny Roman – Roman Lechowicz – gitary
- Jarry – Jarosław Lis – perkusja, śpiew
- Skiba – Krzysztof Skiba – śpiew

gościnnie
- Krzysztof Garbaliński – gitara, śpiew
- Wiesława Warszawska – śpiew